# Plainville (Massachusetts)
Plainville és una població dels Estats Units a l'estat de Massachusetts. Segons el cens del 2007 tenia 8.311 habitants.

## Demografia
Segons el cens del 2000, Plainville tenia 11.683 habitants, 5.009 habitatges, i 4.040 famílies. La densitat de població era de 268,2 habitants/km².
Dels 5.009 habitatges en un 33,4% hi vivien nens de menys de 18 anys, en un 56,8% hi vivien parelles casades, en un 7,9% dones solteres, i en un 32,2% no eren unitats familiars. En el 26,2% dels habitatges hi vivien persones soles el 9,1% de les quals corresponia a persones de 65 anys o més que vivien soles. El nombre mitjà de persones vivint en cada habitatge era de 2,53 i el nombre mitjà de persones que vivien en cada família era de 3,11.
Per edats la població es repartia de la següent manera: un 25,5% tenia menys de 18 anys, un 6,2% entre 18 i 24, un 33,1% entre 25 i 44, un 23,1% de 45 a 60 i un 12,1% 65 anys o més.
L'edat mediana era de 37 anys. Per cada 100 dones de 18 o més anys hi havia 95,4 homes.
La renda mediana per habitatge era de 57.155 $ i la renda mediana per família de 68.640$. Els homes tenien una renda mediana de 50.708 $ mentre que les dones 32.377$. La renda per capita de la població era de 25.816$. Entorn del 2,4% de les famílies i el 4% de la població estaven per davall del llindar de pobresa.